# Moltkia suffruticosa
Moltkia suffruticosa är en strävbladig växtart. Moltkia suffruticosa ingår i släktet Moltkia och familjen strävbladiga växter.

## Underarter
Arten delas in i följande underarter:
- M. s. bigazziana
- M. s. suffruticosa

## Bildgalleri

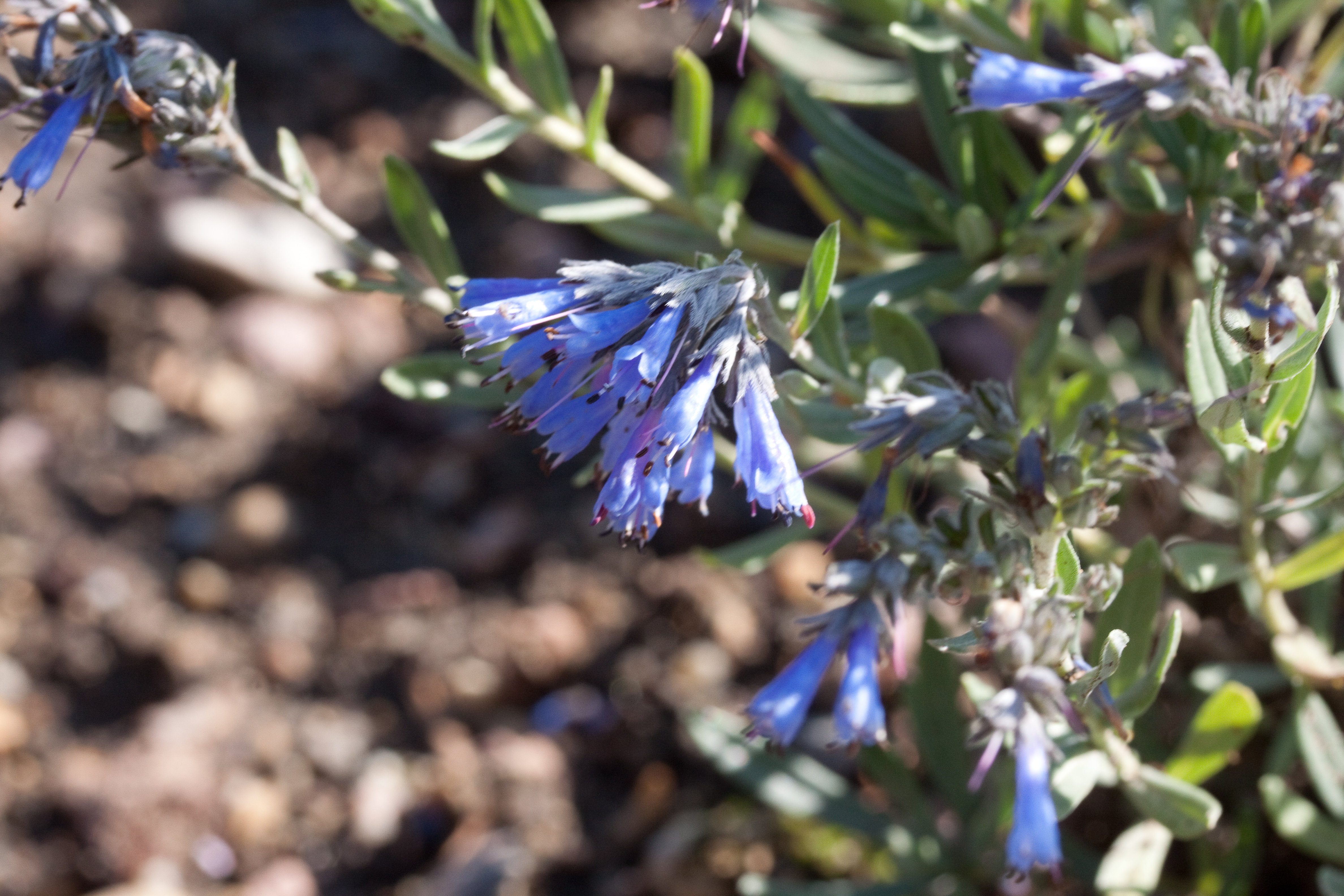
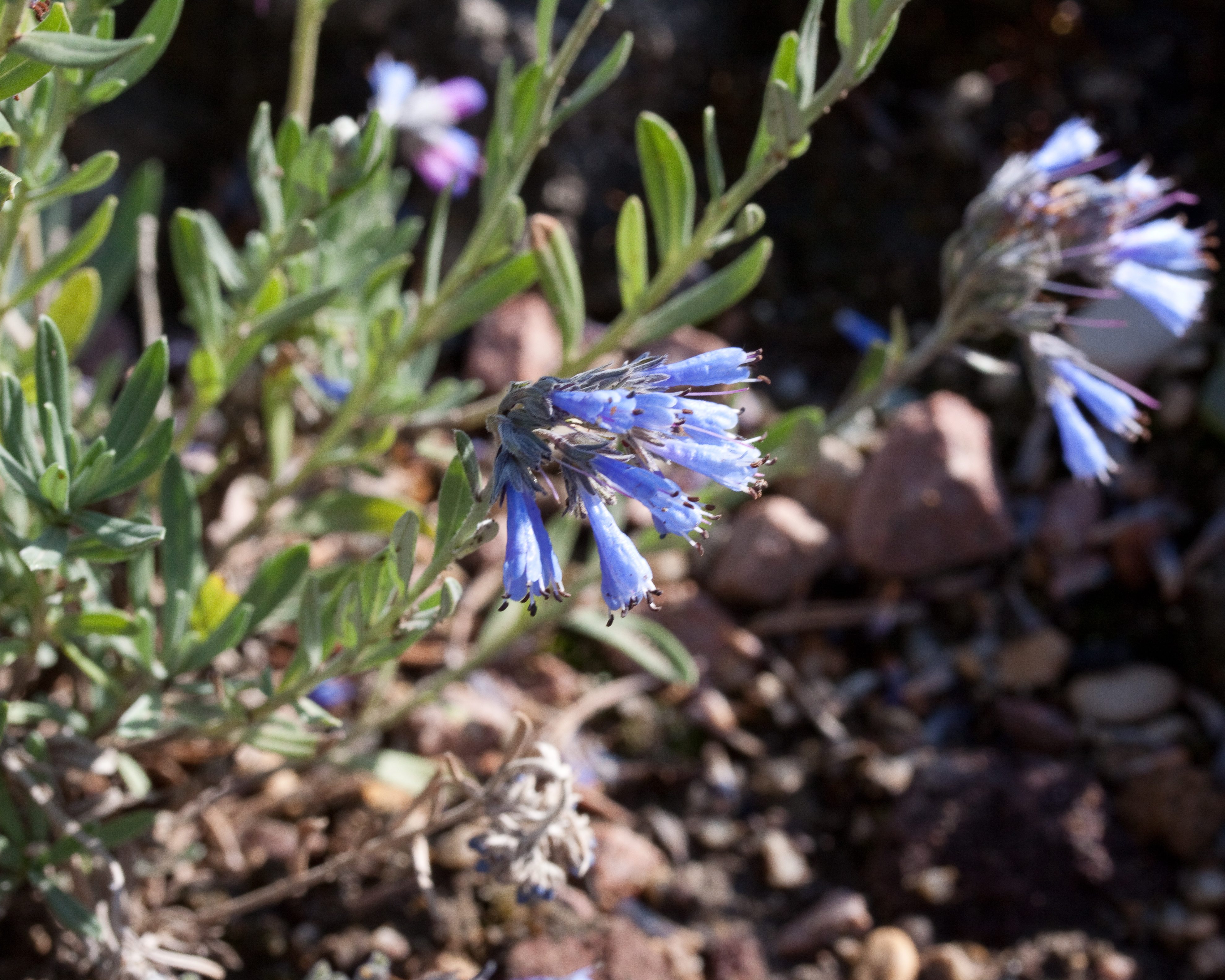